# 本田毬樹
本田 毬樹（ほんだ まき、1955年1月28日 - ）は、日本の女優、声優。身長152cm。オフィスチャープ所属。

## 人物
免許・資格は普通自動車免許、英語検定2級、スペイン語検定4級。
趣味・特技はダイビング、海外旅行。

## 出演

### テレビ番組
- オトナヘノベル
- シニア向けスマートフォンの使用方
- シャキーン!
- 真相報道 バンキシャ!
- 10min.ボックス
- 東京サイト
- ノンストップ!
- ゆうがたサテライト

### 吹き替え

#### 映画
- アメリカン・サイコ（ミセス・ウルフ〈パトリシア・ゲイジ〉）※VOD版
- ダーティ・ダンシング（シュマッカー夫人〈ポーラ・トルーマン〉）※Netflix版
- テラビシアにかける橋（レスリーの祖母）
- プリンセス・ブライド・ストーリー（王妃）
- LOL 〜ローラの青春〜（校長）

#### ドラマ
- UnREAL（英語版）（フェイスの祖母）
- ワイルド・ワイルド・カントリー（ローズマリー・マクグリアー）

### ラジオ
- RO-DOKU音戯草子
  - 竹取物語
  - 99の涙（願い桜）

### 朗読
- 浦安市
  - 『ふたごの星』
  - 『少年口伝隊一九四五』
  - 『見よぼくら一箋五厘の旗』
- 浦安中学校読み聞かせ（2004年 - ）
- 浦安市立図書館音訳協力員（1991年 - ）
- 視覚障がい者のための浦安市広報制作グループはまゆう（1991年 - 2003年）
- コア石響（四谷）『ばばしゃん』
- 修善寺桂座
  - 『知覧の花』
  - 『恋する植物』
  - 『月光の夏』
- ベルタート『物語と音楽のタベ-ケテルの森-』
- Miiya Café『語りと音楽のコンサート-プータンの民話-』

### その他コンテンツ
- 防災マニュアル VP
- 腰痛本 DVD